# Модельник
Модельник (Модельник ливарного виробництва, Модельник керамічного виробництва, Модельник дерев'яних моделей) — робітнича та інженерна професія.

## Місце моделі при створенні виробу
Цикл виготовлення виробу можна умовно поділити на такі етапи:
- Розробка ідеї та ескізів майбутнього виробу;
- Створення робочих креслень майбутнього виробу;
- Моделювання на верстатах з ЧПК[1] і/або ручне моделювання;
- Формовка моделі;
- Заливка форми металом;
- Фінішна обробка виробу.

## Вимоги до професії модельника
Потрібні знання ливарного та механічного виробництва, вміння читати креслення будь-якої складності, володіти об'ємною уявою для представлення майбутньої виливки і створення її модельного комплекту. Зараз дедалі більше цехів переходять на комп'ютерне моделювання.
- Професія модельника дерев'яних моделей досить складна і вимагає великого досвіду і спеціальних знань.

Потрібно вміти виготовляти дерев'яні моделі різної складності, фасонні моделі з декількома стрижневими ящиками і розташованими в різних площинах виступаючими частинами, вміти виготовляти фігурні шаблони, копіри і макети.
Потрібно мати досвід роботи на деревообробних верстатах, займатися розміткою і викреслюванням моделей.
Потрібні знання основ пристроїв деревообробного верстата, прийомів токарних і фрезерних робіт, досвід у заготівлі матеріалів; в способах обробки вручну, а також на деревообробних верстатах.
Вміти виготовляти прості заготовки не тільки для моделей, а й для стрижневих ящиків.
Мати загальне поняття про породи дерев, які використовуються при виготовленні моделей, їхні основні вади. Знати для чого і як застосовується простий ріжучий інструмент. Знати прості контрольно-вимірювальні інструменти і використовувані пристосування, мати досвід і знати правила заточування різального інструменту.
- Професія модельника ливарного виробництва — найбільш високо оплачувана професія робочих ливарних цехів.

Ці спеціалісти, для майбутніх виливок, повинні вміти виготовити не тільки прості, але і складні моделі, не дивлячись на свою назву, повинні бути відмінними столярами. Адже перша модель створюється саме з дерева. Необхідно вміти добре працювати з кресленнями і столярними інструментами, відмінно знати властивості деревини. Крім усього іншого, необхідно бути кваліфікованим слюсарем.

## Підготовка спеціалістів модельників
Спеціалістів цієї професії готують, в більшості випадків одночасно з професіями формувальника та ліпника, у вищих професійних училищах майже всіх міст України. Наприклад, у Києві — Вище професійне училище № 26, у Чернівцях — Вище професійне художнє училище № 5.